# Moldavia en los Juegos Europeos de Minsk 2019
Moldavia participó en los Juegos Europeos de Minsk 2019. Responsable del equipo nacional fue el Comité Olímpico Nacional y Deportivo de la República de Moldavia.

## Medallistas
El equipo de Moldavia obtuvo las siguientes medallas:
| Nombre            | Deporte            | Competición |
| ----------------- | ------------------ | ----------- |
| Oro               |                    |             |
| —                 |                    |             |
| Plata             |                    |             |
| Sabina Artemciuc  | Sambo              | –60 kg F    |
| Bronce            |                    |             |
| Victor Ciobanu    | Lucha grecorromana | 60 kg M     |
| Anastasia Nichita | Lucha libre        | 57 kg F     |
| Denis Tachii      | Sambo              | –100 kg M   |
| Paulina Eșanu     | Sambo              | –52 kg F    |